# Megasalvi
Megasalvi è il primo album in studio del cantante italiano Francesco Salvi, pubblicato nel 1989 dalla Five Record.

## Descrizione
La canzone C'è da spostare una macchina era la sigla di apertura del MegaSalviShow ed è stata premiata con il disco d'oro nel 1989. Il videoclip diretto da Paolo Zenatello ha vinto il Telegatto per la migliore sigla televisiva dell'anno nel 1989. Dal 2006 è la sigla della rubrica I furbetti del quartierino, in onda ogni mattina su Radio 24 all'interno della trasmissione Viva voce. La canzone è stata omaggiata anche di una cover da parte di Benito Urgu, dal titolo C'è da spostare una pecora.
Esatto! è la canzone che ha presentato al Festival di Sanremo 1989, classificandosi in 7ª posizione.
L'album è stato premiato con il disco di platino.

## Tracce
1. Esatto! - 3:36
2. C'è da spostare una macchina - 3:27
3. Il lupo - 4:15
4. Universal Love (Speaker's Corner) - 3:59
5. Taxi - 4:12
6. Son contento - 4:14
7. Maionese - 3:50
8. Le solite promesse (con Beatrice) - 3:35